# Palacio Konstantínovski

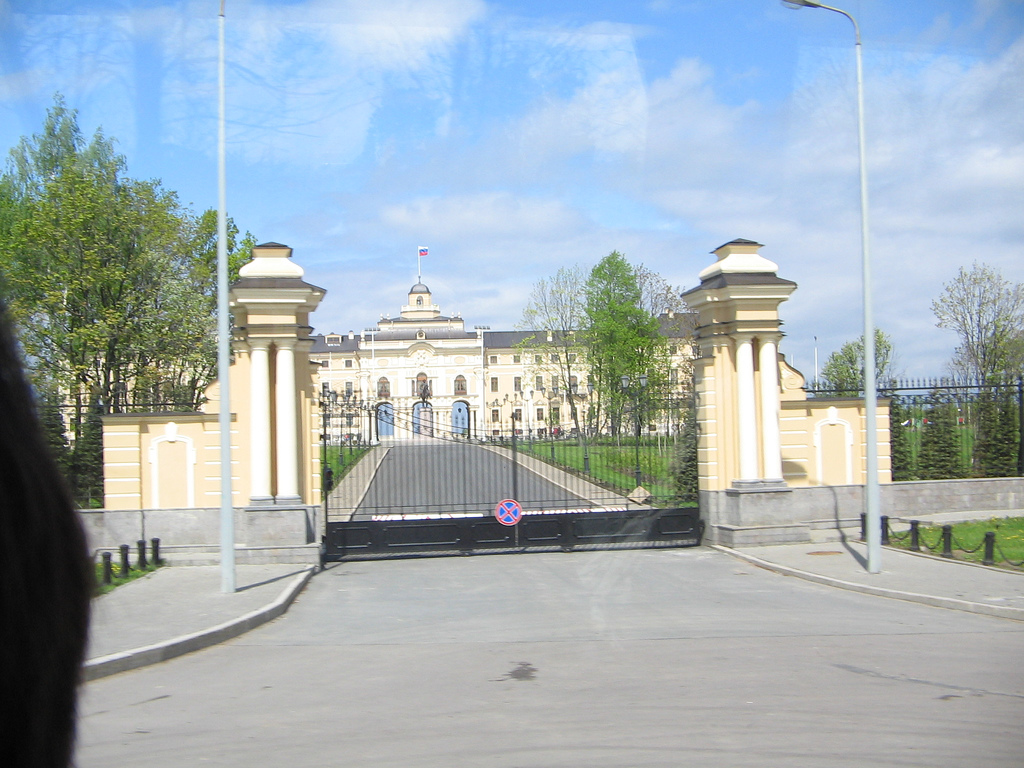
Entrada del Palacio de Constantino.

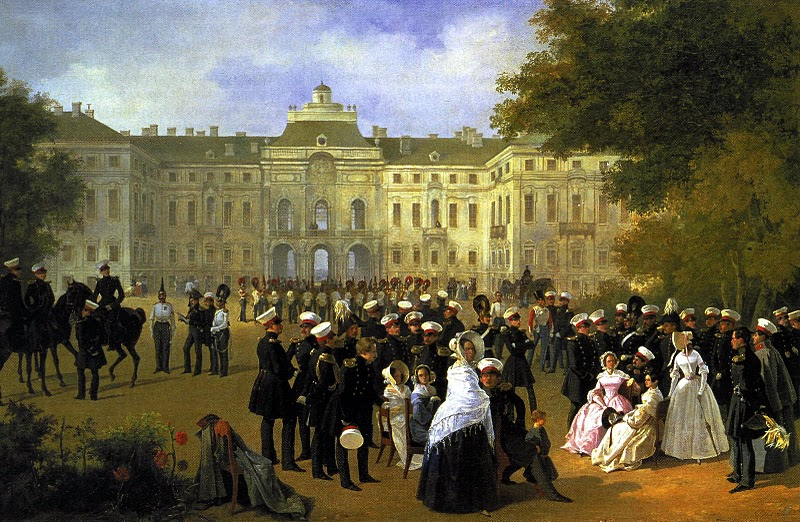
Recepción de la Guardia Imperial Rusa en el Palacio Konstantínovski, pintura del.

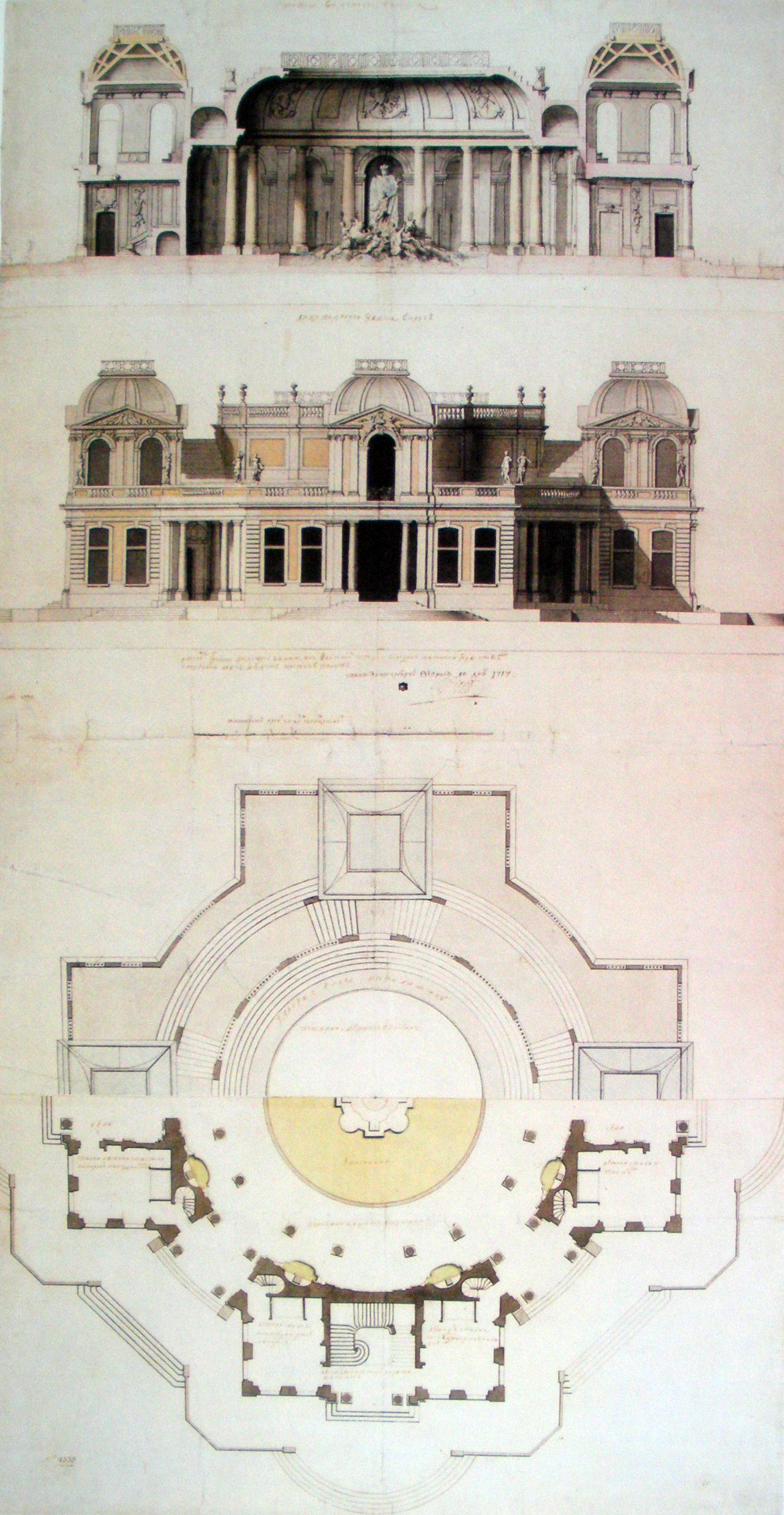
Detalles de los planos del palacio.

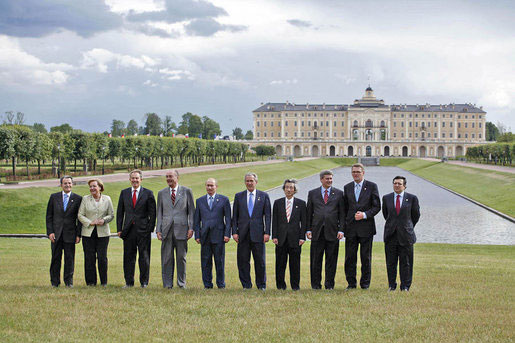
Líderes del G8, con el Palacio Konstantínovski al fondo, en la Cumbre de 2006.

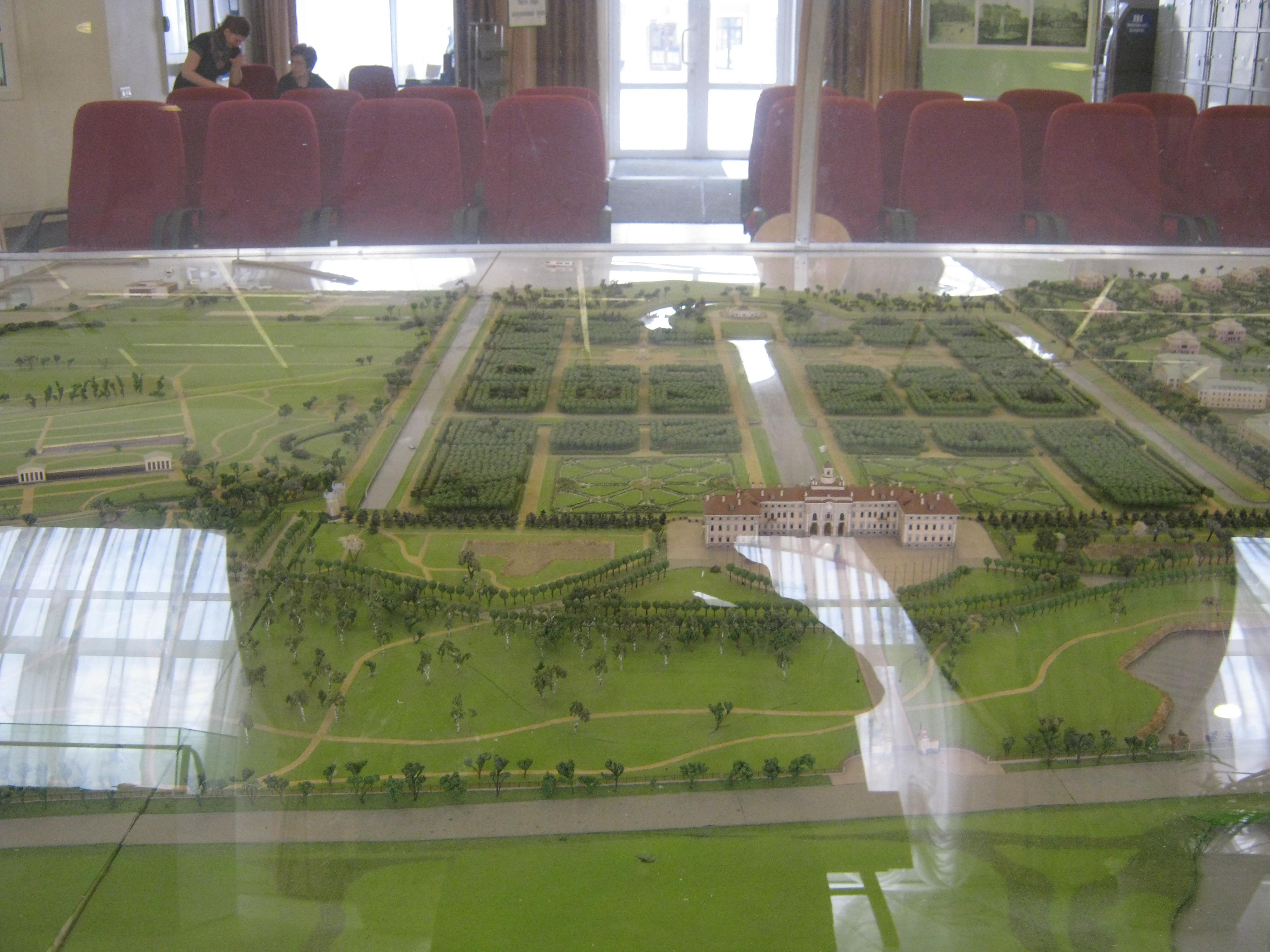
Maqueta con el palacio y el parque.

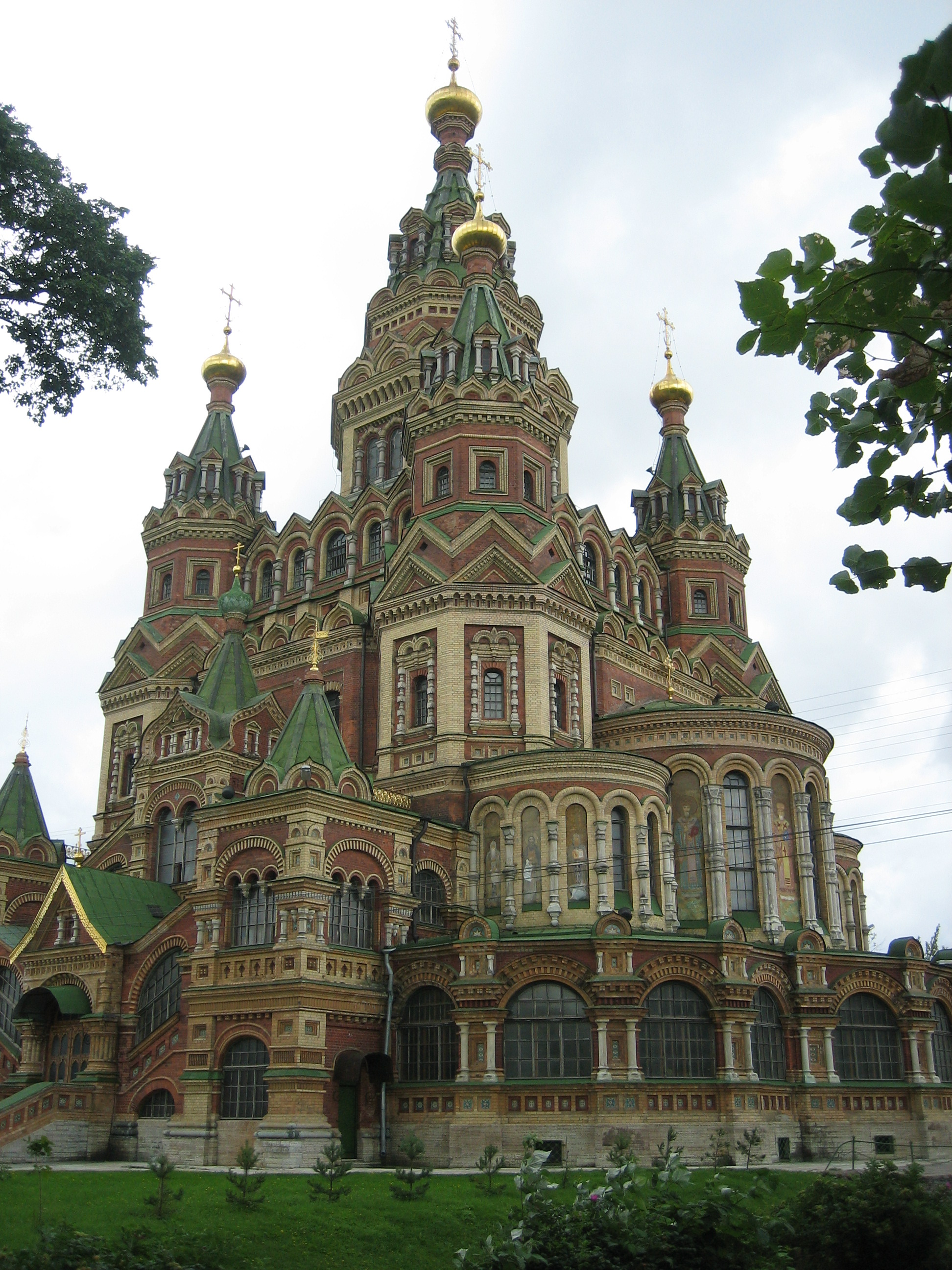
Una catedral en la Avenida de San Petersburgo, entre el Palacio Konstantínovski y el Peterhof.

El Palacio Konstantínovski o Palacio de Constantino (en ruso Константиновский дворец, Konstantínovski dvoréts), también denominado Palacio de los Congresos (Дворец конгрессов, Dvoréts kongréssov) es un palacio barroco en Strelna (suburbio situado en la parte sudoeste de la ciudad de San Petersburgo, Rusia), a orillas del golfo de Finlandia. Se empezó a construir en 1720 por órdenes de Pedro I el Grande y sirve actualmente como residencia del presidente de Rusia en su estancia en la ciudad.

## Historia

### Palacio de Pedro I
Antiguamente una propiedad de la cancillería sueca, Strelna fue escogida en 1714 por Pedro I el Grande como lugar para su futura residencia de verano. Jean Baptiste Le Blond, famoso por su trabajo con André Le Nôtre en el Palacio de Versalles, fue contratado para preparar los diseños de lo que debería ser un palacio y un parque. Le Blond planeó el palacio como un Chateau d'Eau (Castillo de Agua), situado en una isla redonda. Los jardines fueron ejecutados según el diseño de Le Blond, pero la muerte del maestro impidió completar un proyecto más elaborado para el palacio.
En 1718 fue construido un palacio temporal de madera en Strelna. Este fue usado por la realeza rusa como una especie de pabellón de caza, siendo, felizmente, preservado hasta la actualidad. Después de la muerte de Le Blond, el encargo de construir el gran palacio pasó a Nicola Michetti, un discípulo del gran Carlo Fontana. Una piedra angular fue colocada en junio de 1720, pero en un año se hizo evidente que el lugar estaba en malas condiciones para la instalación de fuentes, razón por la cual Pedro I concentró su atención en el vecino Peterhof. En desacuerdo, Michetti dejó Rusia y todos los trabajos en Strelna fueron suspendidos.
Al subir al trono, en 1741, la hija de Pedro I, Isabel, tuvo la intención de terminar el proyecto de su padre. Su arquitecto favorito, Bartolomeo Rastrelli, fue convidado para realizar el diseño de Michetti. Pero la atención de Rastrelli fue rápidamente distraída por otros palacios: Peterhof y Tsárskoye Seló. Por tal motivo, el palacio de Strelna quedó incompleto hasta finales de siglo XVIII.

### Casa de la familia Konstantínovich
En 1797 Strelna fue concedida al gran duque Constantino Pávlovich y su esposa, Anna Fiódorovna (tía de la reina Victoria I). El palacio debe su nombre actual a él, ya que anteriormente era conocido como Gran Palacio o Palacio Strélninsky. A pesar de un gran incendio ocurrido en 1803, el Palacio de Constantino fue concluido en 1807. Después de la muerte de Constantino, en 1831, el palacio pasó a su sobrino. La rama Konstantínovich de la dinastía Románov mantuvo la posesión del palacio hasta la Revolución de 1917.

### Vicisitudes en elsigloXX
Después de 1917 el palacio entró en decadencia: fue entregado a una comuna de trabajo infantil y posteriormente a una escuela secundaria. Durante la Segunda Guerra Mundial, los alemanes ocuparon Strelna y fundaron allí una base naval. Un comando ruso atacó esta base y destruyó los barcos, haciéndose nuevamente con el palacio.
Tras la devastación causada por la ocupación alemana, únicamente las paredes del palacio permanecieron erguidas. Toda la decoración del interior había desaparecido.

### El palacio reconstruido
Hasta 2001 no fue emprendida ninguna obra de restauración efectiva. El presidente ruso en funciones ese año, Vladímir Putin, ordenó que el palacio fuese convertido en la residencia presidencial en San Petersburgo. El parque, con canales, fuentes y puentes levadizos, fue entretanto recreado según los diseños originales de Le Blond y completado con un pabellón conectado al agua por la costa marítima. En frente al palacio se yergue la estatua ecuestre de Pedro el Grande, instalada originalmente en Riga en el año de 1911, mientras que la escultura modernista de Mijaíl Shemiakin, que representa a dicho zar con su familia paseando por el jardín, se encuentra en la ribera del golfo.
Varias salas del palacio fueron dedicadas al gran duque y poeta Constantino Konstantínovich, quien nació en el edificio.

## Actualidad
El renovado Palacio Konstantínovski acogió a más de cincuenta jefes de Estado o de Gobierno durante las celebraciones del tricentenario de San Petersburgo, en 2003. Tres años después, entre el 15 y el 17 de julio de 2006, se celebró allí la 32.ª Cumbre del G8 (el Grupo de los ocho). Durante esa cumbre, los líderes de los ocho países más potentes del mundo fueron alojados en ocho lujosos palacetes a orillas del mar. Cada uno de esos edificios fue bautizado en homenaje a una ciudad histórica de Rusia.
El hecho de que el lujoso palacio acoja recepciones y reuniones oficiales no significa que esté cerrado al público. En su interior se encuentran expuestas tres colecciones: la colección de heráldica del Museo del Ermitage, una exposición sobre los cuatro príncipes que habitaron el palacio (tres de los cuales se llamaban Constantino) y una exposición perteneciente al Museo Marítimo de San Petersburgo.

## Configuración
El palacio se encuentra directamente a orillas del golfo de Finlandia. Se accede a él desde la Avenida de San Petersburgo (Sankt-Peterbúrgskoye Shossé). El conjunto del palacio y el parque tiene en total unas 200 ha de superficie.
Enfrente del palacio, en la plaza del Palacio, se levanta la estatua de Pedro I montando a caballo. Desde aquí se pueden contemplar los jardines que se encuentran en la zona trasera del palacio, ya que la parte central de su fachada cuenta con tres arcos. Los amplios jardines, separados por canales que conducen al mar, se encuentran unidos entre sí por puentes, algunos de los cuales son levadizos. Al final de los jardines, en una pequeña isla artificial de forma circular, llamada isla de Pedro, hay un pabellón que sirve como centro de conferencias y reuniones, desde cuyas salas se goza de una espectacular vista del golfo.
El área que rodea al conjunto es boscosa. Al este de los jardines se levantan numerosos palacetes-pabellones. Al oeste, a orillas del mar se encuentran el área de aterrizaje de los helicópteros presidenciales, el puerto para el yate del presidente, el Centro de Prensa Presidencial y la escultura de Pedro I con su familia. También al oeste, en medio del bosque y cerca de un lago, se halla el antiguo palacete de madera que fue la primera residencia de Pedro I en Strelna.
El palacio cuenta con dos salones ceremoniales: el Celeste y el de Mármol. Estos salones están decorados con chimeneas de mármol con espejos, pinturas, cornisas doradas y lámparas colgantes de cristal. Los interiores de los salones fueron recreados según las acuarelas del famoso arquitecto ruso Andréi Stackenschneider.

## Otros edificios
En los alrededores del Palacio Konstantínovski se pueden apreciar otras residencias de los Románov, especialmente las pertenecientes a las ramas Nikoláyevich y Mijáilovich de la familia.
Entre otras referencias existentes en Strelna se están la casa de campo de Mathilde Kschessinska y un monasterio en ruinas, con numerosas iglesias diseñadas por Luigi Rusca. El monasterio merece especial atención por ser el local de sepultura de los hermanos Zúbov y de otros nobles rusos. El canciller imperial Aleksandr Gorchakov también fue enterrado allí en 1883.
El Palacio Konstantínovski, el Monasterio de la Trinidad, Mijáilovka y Známenka forman parte, desde 1990, del Patrimonio de la Humanidad, bajo la denominación de Centro histórico de San Petersburgo y conjuntos monumentales anexos con el código 540-014.